# Nilotinib
Nilotinib (AMN107, nombre comercial Tasigna), en la forma de la sal clorhidrato monohidrato, es una molécula pequeña del  inhibidor de la tirosina quinasa que es aprobado para el tratamiento de la  leucemia mielógena crónica resistente al imatinib. Esta estructuralmente relacionado con imatinib, y fue desarrollado sobre la base de la estructura del complejo Abl-imatinib para tratar la intolerancia y resistencia a imatinib. Nilotinib es un inhibidor de quinasa Bcr-Abl selectiva que es 10- 30 veces más potente que imatinib en la inhibición de la actividad de Bcr-Abl tirosina quinasa y la proliferación de Bcr-Abl células que expresan.

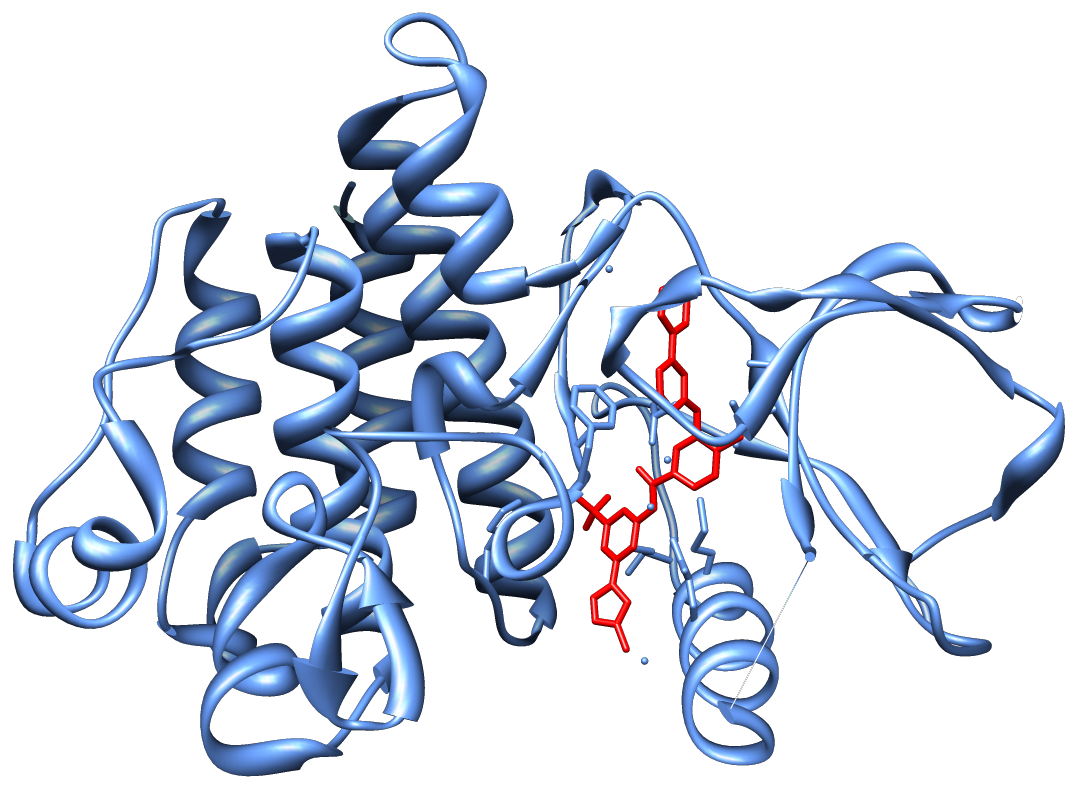
Estructura cristalina del dominio quinasa Abl (azul) en el complejo con nilotinib (rojo)

## Usos médicos
La FDA (29 de octubre de 2007), EMA (29 de septiembre de 2009), ] MHRA- (19 de noviembre de 2007) y TGA- (17 de enero de 2008) aprobaron para uso como un tratamiento para el cromosoma Filadelfia (Ph +)  para la leucemia mielógena crónica positiva. En junio del 2006, un estudio clínico en fase I se encontró que nilotinib es relativamente seguro y favorable.  También muestra la actividad que tienen los casos de LMC que son resistente al tratamiento con imatinib, otro inhibidor de la tirosina quinasa. Actualmente se utiliza como tratamiento de primera línea. En ese estudio el 92% de los pacientes (ya resistentes o que no responden a imatinib) alcanzaron los números de glóbulos blancos normales después de cinco meses de tratamiento. 
La droga tiene una advertencia de las posibles complicacionesdel corazón. El uso de bajas dosis de nilotinib están siendo investigados pora el tratamiento de Parkinson y la enfermedad de Alzheimer, así como para la ELA, la demencia y la enfermedad de Huntington.
Novartis anunció el 11 de abril de 2011 que ha abandonado sus estudios en fase III de Tasigna® (nilotinib) para su uso en investigación en el tratamiento de primera línea del tumor del estroma gastrointestinal (GIST).  Los resultados provisionales mostraron Tasigna es poco probable que demostrar la superioridad en comparación con Glivec® (imatinib).

## Contraindicaciones
Contraindicaciones incluyen el síndrome de QT largo, hipopotasemia, hipomagnesemia, embarazo, embarazo planeado, la lactancia y galactosa / intolerancia a la lactosa.
Precauciones incluyen:
- La mielosupresión
- El síndrome de lisis tumoral
- Insuficiencia hepática
- Personas con historia de pancreatitis
- Compruebe la lipasa sérica periódicamente con el fin de detectar la pancreatitis
- gastrectomía total
- Evite el embarazo

Se ha recomendado reducir la dosis de nilotinib en poblaciones que tienen insuficiencia hepática y se recomienda de la dosis inicial sea más baja y tener seguimiento de las anomalías de la función hepática.

## Efectos adversos
Nilotinib tiene una serie de efectos adversos típicos de los fármacos anti-cáncer. Estos incluyen dolor de cabeza, fatiga, problemas gastrointestinales,  náuseas, vómitos, diarrea y estreñimiento, dolor muscular y articular, erupciones y otras enfermedades de la piel, síntomas parecidos a la gripe, y la reducción del recuento de glóbulos. Menos efectos secundarios típicos son las del sistema cardiovascular, como la hipertensión (presión arterial alta), varios tipos de arritmia, y el intervalo QT prolongado. El nilotinib también puede afectar el equilibrio de electrolitos y la glucosa del cuerpo. Los efectos adversos pulmonares son raros especialmente Cuando se comparan con los efectos de imatinib y dasatinib.  Hay un reporte de un caso de insuficiencia respiratoria aguda por hemorragia alveolar difusa cuando un paciente toma nilotinib.

## Interacciones
El nilotinib se ha reportado como un sustrato para OATP1B1 y OATP1B3. Interacción de nilotinib con OATP1B1 y OATP1B3 puede alterar la disposición hepática y puede conducir a transportadoras mediada por interacciones farmacológicas. El nilotinib es un inhibidor de OATP-1B1 transportador, pero no para OATP-1B3.
Es un sustrato para el CYP3A4 y por lo tanto el jugo de toronja y otros inhibidores de CYP3A4 e inductores pueden interactuar con nilotinib.
Los pacientes informan de que las granadas y carambola también pueden interferir.

## Farmacología
El nilotinib inhibe las quinasas BCR-ABL, KIT, LCK, EPHA3, EPHA8, DDR1, DDR2, PDGFRB, MAPK11 and ZAK.

## Otros usos
Nilitinib actualmente está siendo probado en personas con la enfermedad de Parkinson, ya que parece ser capaz de detener la progresión de la enfermedad e incluso mejorar sus síntomas. Los investigadores responsables del estudio creen que el fármaco bloquea una proteína que interfiere con la acción de los lisosomas, que normalmente destruyen las proteínas dañinas en el cerebro. 